# Diana Lake Park
Diana Lake Park är en park i Kanada.   Den ligger i North Coast Regional District och provinsen British Columbia, i den sydvästra delen av landet, 3 900 km väster om huvudstaden Ottawa. Diana Lake Park ligger 60 meter över havet. Den ligger vid sjöarna  Diana Lake Prudhomme Lake Rainbow Lake och Taylor Lake.
Terrängen runt Diana Lake Park är kuperad. Närmaste större samhälle är Prince Rupert, 14,3 km nordväst om Diana Lake Park. 
I omgivningarna runt Diana Lake Park växer i huvudsak barrskog. Trakten runt Diana Lake Park är nära nog obefolkad, med mindre än två invånare per kvadratkilometer.